# Dinamismul unui jucător de fotbal
Dinamismul unui jucător de fotbal este pictură în ulei pe pânză a pictorului italian Umberto Boccioni realizat în 1913. În prezent, tabloul este păstrat la Museum of Modern Art din New York.

## Analiză
Tabloul înfățișează un jucător de fotbal dematerializat. În centrul tabloului se vede gamba sportivului, iar în jurul acesteia se pot vedea porțiuni din alte părți ale corpului. Datorită utilizării de nuanțe vibrante împărțite în secțiuni, pictura dă impresia că razele de lumină luminează subiectul. În plus, utilizarea în cadrul picturii a formelor transparente și opace suprapuse prezintă o influență cubistă. Dinamismul unui jucător de fotbal demonstrează următorul principiu prezentat în Pictură futuristă: Manifest tehnic, conform căruia „Pentru a picta o figură umană nu trebuie să o pictezi; trebuie să redai întreaga atmosferă înconjurătoare... mișcarea și lumina distrug materialitatea corpurilor.”